# WASP-161
WASP-161は、とも座の恒星で11等星。太陽系外惑星が発見されている。

## 概要
F6のスペクトルを持つ黄白色の主系列星で、太陽に比べて半径で約1.4倍、質量で約1.5倍大きく、年齢も20億年ほど若い。ガイア計画で観測された年周視差によると地球から約1,130光年の位置にある。
太陽系外惑星探索コンソーシアム「WASP（Wide Angle Search for Planets）」のチームが2016年から2018年にかけてモロッコのOukaïmeden Observatory のTRAPPIST-North望遠鏡などで行った観測の結果から、2019年にトランジット法によって太陽系外惑星WASP-161bが発見された。この惑星は、主星からわずか0.07天文単位 (au) の軌道を約5.4日の周期で公転しており、主星から受ける強力な放射で表面温度は約1,557 K という高温となっている、典型的なホット・ジュピターである。
| 名称 （恒星に近い順） | 質量           | 軌道長半径 （天文単位） | 公転周期 (日)         | 軌道離心率 | 軌道傾斜角         | 半径                   |
| --------------------- | -------------- | ----------------------- | --------------------- | ---------- | ------------------ | ---------------------- |
| b (Isli)              | 2.49 ± 0.21 MJ | 0.0673 ± 0.0023         | 5.4060425 ± 0.0000048 | —          | 89.01 +0.69 −1.00° | 1.143 +0.065 −0.058 RJ |

## 名称
2019年、世界中の全ての国または地域に1つの系外惑星系を命名する機会を提供する「IAU100 Name ExoWorldsプロジェクト」において、WASP-161 と WASP-161b はモロッコ王国に割り当てられる系外惑星系となった。このプロジェクトは、「国際天文学連合100周年事業」の一環として計画されたイベントの1つで、モロッコ国内での選考、国際天文学連合 (IAU) への提案を経て、太陽系外惑星とその母星に固有名が承認されるものであった。2019年12月17日、IAUから最終結果が公表され、WASP-161はTislit、WASP-161bはIsliと命名された。Tislit（ティスリット湖）とIsli（イスリ湖）はいずれも、モロッコ国内、アトラス山脈中にある湖の名前である。モロッコの先住民、アマジグ人に伝わる、この湖にまつわる悲恋伝説に登場する少女がTislit、少年がIsliという名で、そこからアマジグ語ではTislitが「花嫁」、Isliが「花婿」を指す言葉となっている。